# Mikel Oyarzabal
Mikel Oyarzabal Ugarte (Eibar, 21 aprile 1997) è un calciatore spagnolo, attaccante della Real Sociedad e della nazionale spagnola, con la quale è diventato campione d'Europa nel 2024.

## Biografia
Di etnia basca e secondo di tre figli, ha una sorella maggiore di nome Cristina e una sorella minore di nome Elene. Da bambino praticava il taekwondo. Il padre Ernesto lo ha cresciuto infondendo in lui un forte senso di istruzione e abnegazione, e sono i genitori ad occuparsi della sua carriera sportiva di Mikel. Laureato in economia aziendale nell'Università di Deusto,  ha avuto un figlio con la fidanzata Ainhoa Larrauri.

## Caratteristiche tecniche
Attaccante dotato di eccellente tecnica e spiccata abilità nel dribbling. Calcia bene dalla media distanza, nonostante sia mancino all'occorrenza tira pure con il destro, sa calciare con potenza oltre a essere bravo nel tiro di prima intenzione, inoltre è affidabile nei rigori calciando bene dagli undici metri. Agisce prevalentemente alle spalle delle punte o da ala su entrambe le fasce.

## Carriera

### Club
Inizia nelle giovanili dell'Eibar, per poi passare alla Real Sociedad nel 2011. Tra il 2014 e il 2015 gioca con la squadra riserve del club di San Sebastián, trovando 3 gol in 13 presenze nella terza serie iberica.
Fa il suo esordio assoluto in prima squadra il 25 ottobre 2015 subentrando a Carlos Vela nella vittoria per 0-4 sul campo del Levante, valida per la 9ª giornata della Liga spagnola. La sua presenza fra i grandi diventa da lì in poi stabile, vedendolo totalizzare al termine della stagione 22 presenze in campionato impreziosite da 6 reti. Nella stagione 2016-2017 si conferma un pilastro dei baschi, scendendo in campo 38 volte su 38 e segnando 2 gol in un campionato terminato con il 6º posto e la qualificazione all'Europa League.
Nel 2018 gli è stata assegnata la maglia numero 10 della squadra, ereditata dalla bandiera del club Xabi Prieto, che si era appena ritirato. Il 3 aprile del 2021 vince con la Real Sociedad, la Coppa del Re decidendo grazie ad una sua rete dal dischetto, la finale nel derby contro l'Athletic Bilbao, regalando così alla società basca un trofeo a distanza di 34 anni dall'ultima vittoria.
Il 17 marzo 2022, durante un allenamento, subisce la rottura completa del legamento crociato del ginocchio sinistro, costringendolo ad uno stop forzato di almeno sei mesi.

### Nazionale

#### Nazionali giovanili
Compie la trafila delle nazionali giovanili spagnole. Il 23 marzo 2017 fa il suo esordio con la nazionale Under-21 spagnola nella partita amichevole, vinta per 3-1 contro i pari età della Danimarca. Pochi mesi dopo viene convocato per l'Europeo Under-21 in Polonia. Il 10 ottobre dello stesso anno, segna la sua prima rete con la maglia dell'Under-21 spagnola, nella partita valida alla qualificazione agli Europei del 2017, vinta per 4-1 contro la Slovacchia.
Il 22 marzo 2018 sigla una doppietta nella partita vinta in trasferta per 5-3 contro l'Irlanda del Nord. Nel giugno 2019 viene convocato anche per l'Europeo Under-21 in Italia, dove gioca da titolare con le furie rosse, arrivando fino in fondo al torneo e trionfando per 2-1 in finale contro la Germania.

#### Nazionale maggiore

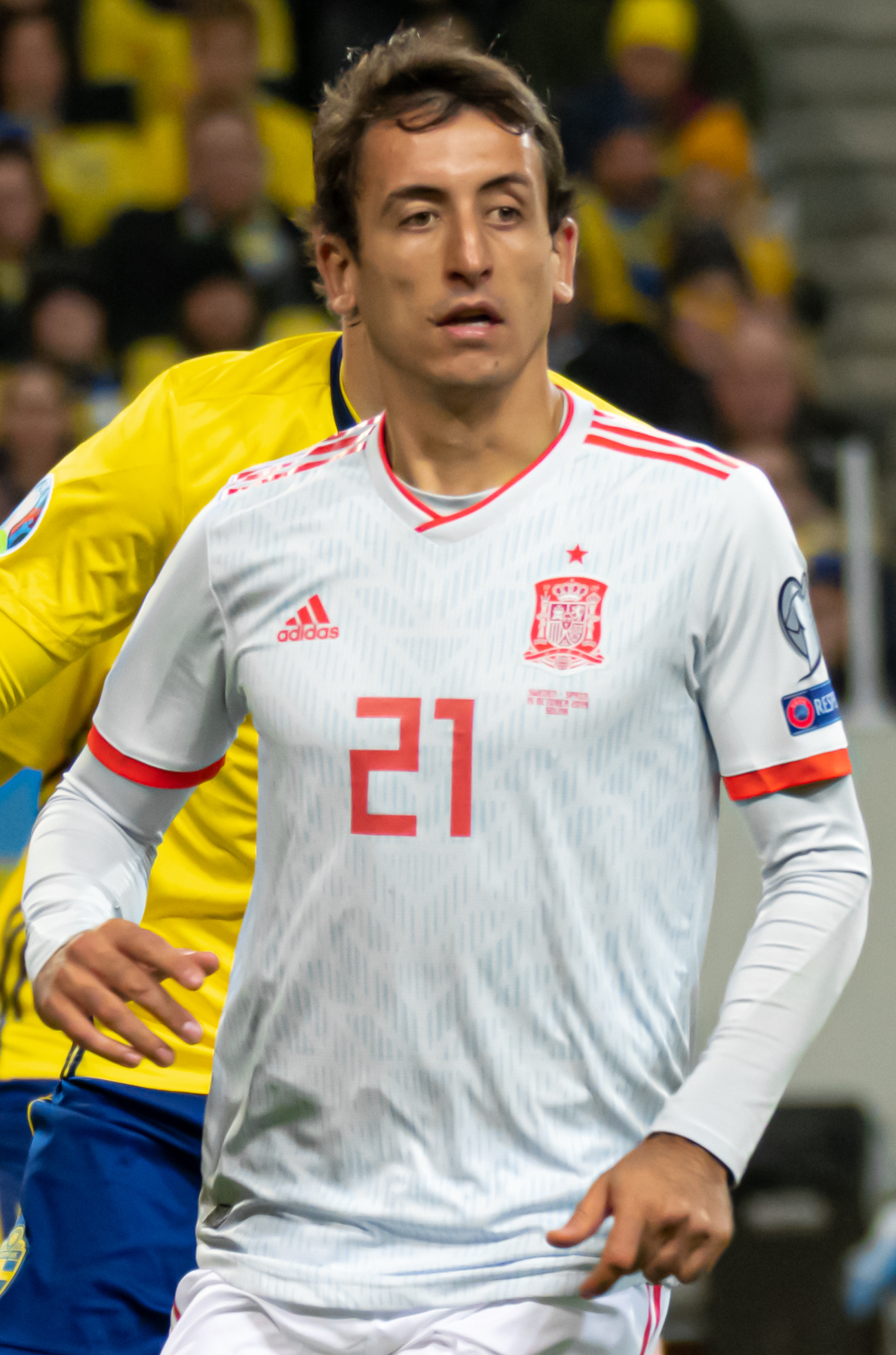
Oyarzabal con la nazionale spagnola nel 2019

Il 29 maggio 2016 fa il suo debutto nella nazionale maggiore spagnola in un'amichevole vinta 3-1 contro la Bosnia ed Erzegovina, sostituendo Nolito a mezz'ora dal termine. Nel giugno del 2019 dopo oltre tre anni, viene convocato dalla Spagna, dove il 10 giugno seguente, sigla la sua prima rete con la maglia della Roja nella partita valida per le qualificazioni per gli Europei 2020 vinta per 3-0 in casa contro la Svezia.
Convocato per Euro 2020, nel corso della competizione ha segnato agli ottavi nel successo per 5-3 contro la Croazia realizzando il quinto gol degli iberici al 103'.
Il 22 marzo 2024 indossa per la prima volta la fascia di capitano della selezione iberica nell'amichevole persa 1-0 contro la Colombia.
Il 5 giugno 2024 realizza la sua prima tripletta in Nazionale, per giunta subentrando all'intervallo, nell'incontro amichevole contro l'Andorra. Convocato per la fase finale di Euro 2024, il 14 luglio segna il gol del decisivo 2-1 nella finale contro l'Inghilterra, laureandosi quindi campione d'Europa.

#### Nazionale olimpica
Il 22 giugno 2021 viene convocato dal commissario tecnico della nazionale under 21 Luis de la Fuente per le olimpiadi del mese successivo. Il 22 luglio successivo, soltanto 16 giorni dopo la semifinale dell'Europeo, fa il suo esordio con la nazionale olimpica nella gara d'esordio contro l'Egitto. Tre giorni più tardi decide con un colpo di testa la gara vinta per 1-0 contro l'Australia. Risulta decisivo anche nei quarti di finale contro la Costa d'Avorio, dove nei supplementari realizza il gol che riporta le furie rosse in vantaggio e serve a Rafa Mir l'assist del definitivo 5-2. Durante la semifinale contro il Giappone Oyarzabal fornisce al suo compagno di squadra Marco Asensio l'assist con cui quest'ultimo segna la rete del 1-0 vincendo e passando in finale dove la selezione spagnola si arrende al Brasile, con Oyarzabal che risponde al gol di Cunha portando la sfida ai supplementari, poi terminati 2-1 per i verdeoro. Conclude il torneo con tre reti e due assist a referto e conquistando dunque la medaglia d'argento.

## Statistiche

### Presenze e reti nei club
Statistiche aggiornate al 21 maggio 2025.
| Stagione               | Squadra                | Campionato             | Campionato | Campionato | Coppe nazionali | Coppe nazionali | Coppe nazionali | Coppe continentali | Coppe continentali | Coppe continentali | Altre coppe | Altre coppe | Altre coppe | Totale | Totale |
| Stagione               | Squadra                | Comp                   | Pres       | Reti       | Comp            | Pres            | Reti            | Comp               | Pres               | Reti               | Comp        | Pres        | Reti        | Pres   | Reti   |
| ---------------------- | ---------------------- | ---------------------- | ---------- | ---------- | --------------- | --------------- | --------------- | ------------------ | ------------------ | ------------------ | ----------- | ----------- | ----------- | ------ | ------ |
| 2014-2015              | Real Sociedad B        | SDB                    | 5          | 0          | -               | -               | -               | -                  | -                  | -                  | -           | -           | -           | 5      | 0      |
| 2015-2016              | Real Sociedad B        | SDB                    | 8          | 3          | -               | -               | -               | -                  | -                  | -                  | -           | -           | -           | 8      | 3      |
| Totale Real Sociedad B | Totale Real Sociedad B | Totale Real Sociedad B | 13         | 3          |                 | -               | -               |                    | -                  | -                  |             | -           | -           | 13     | 3      |
| 2015-2016              | Real Sociedad          | PD                     | 22         | 6          | CR              | 2               | 0               | -                  | -                  | -                  | -           | -           | -           | 24     | 6      |
| 2016-2017              | Real Sociedad          | PD                     | 38         | 2          | CR              | 5               | 2               | -                  | -                  | -                  | -           | -           | -           | 43     | 4      |
| 2017-2018              | Real Sociedad          | PD                     | 35         | 12         | CR              | 2               | 0               | UEL                | 6                  | 2                  | -           | -           | -           | 43     | 14     |
| 2018-2019              | Real Sociedad          | PD                     | 37         | 13         | CR              | 4               | 1               | -                  | -                  | -                  | -           | -           | -           | 41     | 14     |
| 2019-2020              | Real Sociedad          | PD                     | 37         | 10         | CR              | 8               | 3               | -                  | -                  | -                  | -           | -           | -           | 45     | 13     |
| 2020-2021              | Real Sociedad          | PD                     | 33         | 11         | CR              | 2               | 1               | UEL                | 7                  | 0                  | SS          | 1           | 1           | 41     | 13     |
| 2021-2022              | Real Sociedad          | PD                     | 22         | 9          | CR              | 5               | 3               | UEL                | 6                  | 3                  | -           | -           | -           | 33     | 15     |
| 2022-2023              | Real Sociedad          | PD                     | 23         | 4          | CR              | 3               | 0               | UEL                | 2                  | 0                  | -           | -           | -           | 28     | 4      |
| 2023-2024              | Real Sociedad          | PD                     | 33         | 9          | CR              | 4               | 3               | UCL                | 7                  | 2                  | -           | -           | -           | 44     | 14     |
| 2024-2025              | Real Sociedad          | PD                     | 35         | 9          | CR              | 6               | 4               | UEL                | 12                 | 5                  | -           | -           | -           | 53     | 18     |
| Totale Real Sociedad   | Totale Real Sociedad   | Totale Real Sociedad   | 315        | 85         |                 | 41              | 17              |                    | 40                 | 12                 |             | 1           | 1           | 397    | 115    |
| Totale carriera        | Totale carriera        | Totale carriera        | 328        | 88         |                 | 41              | 17              |                    | 40                 | 12                 |             | 1           | 1           | 410    | 118    |

### Cronologia presenze e reti in nazionale
| Cronologia completa delle presenze e delle reti in nazionale ― Spagna | Cronologia completa delle presenze e delle reti in nazionale ― Spagna | Cronologia completa delle presenze e delle reti in nazionale ― Spagna | Cronologia completa delle presenze e delle reti in nazionale ― Spagna | Cronologia completa delle presenze e delle reti in nazionale ― Spagna | Cronologia completa delle presenze e delle reti in nazionale ― Spagna | Cronologia completa delle presenze e delle reti in nazionale ― Spagna | Cronologia completa delle presenze e delle reti in nazionale ― Spagna |
| Data                                                                  | Città                                                                 | In casa                                                               | Risultato                                                             | Ospiti                                                                | Competizione                                                          | Reti                                                                  | Note                                                                  |
| --------------------------------------------------------------------- | --------------------------------------------------------------------- | --------------------------------------------------------------------- | --------------------------------------------------------------------- | --------------------------------------------------------------------- | --------------------------------------------------------------------- | --------------------------------------------------------------------- | --------------------------------------------------------------------- |
| 29-5-2016                                                             | San Gallo                                                             | Spagna                                                                | 3 – 1                                                                 | Bosnia ed Erzegovina                                                  | Amichevole                                                            | -                                                                     | 60’                                                                   |
| 10-6-2019                                                             | Madrid                                                                | Spagna                                                                | 3 – 0                                                                 | Svezia                                                                | Qual. Euro 2020                                                       | 1                                                                     | 72’                                                                   |
| 5-9-2019                                                              | Bucarest                                                              | Romania                                                               | 1 – 2                                                                 | Spagna                                                                | Qual. Euro 2020                                                       | -                                                                     | 71’                                                                   |
| 8-9-2019                                                              | Gijón                                                                 | Spagna                                                                | 4 – 0                                                                 | Fær Øer                                                               | Qual. Euro 2020                                                       | -                                                                     | 60’                                                                   |
| 12-10-2019                                                            | Oslo                                                                  | Norvegia                                                              | 1 – 1                                                                 | Spagna                                                                | Qual. Euro 2020                                                       | -                                                                     | 78’                                                                   |
| 15-10-2019                                                            | Stoccolma                                                             | Svezia                                                                | 1 – 1                                                                 | Spagna                                                                | Qual. Euro 2020                                                       | -                                                                     |                                                                       |
| 18-11-2019                                                            | Madrid                                                                | Spagna                                                                | 5 – 0                                                                 | Romania                                                               | Qual. Euro 2020                                                       | 1                                                                     | 57’                                                                   |
| 10-10-2020                                                            | Madrid                                                                | Spagna                                                                | 1 – 0                                                                 | Svizzera                                                              | UEFA Nations League 2020-2021 - 1º turno                              | 1                                                                     | 73’                                                                   |
| 13-10-2020                                                            | Kiev                                                                  | Ucraina                                                               | 1 – 0                                                                 | Spagna                                                                | UEFA Nations League 2020-2021 - 1º turno                              | -                                                                     | 58’                                                                   |
| 14-11-2020                                                            | Basilea                                                               | Svizzera                                                              | 1 – 1                                                                 | Spagna                                                                | UEFA Nations League 2020-2021 - 1º turno                              | -                                                                     | 73’                                                                   |
| 17-11-2020                                                            | Siviglia                                                              | Spagna                                                                | 6 – 0                                                                 | Germania                                                              | UEFA Nations League 2020-2021 - 1º turno                              | 1                                                                     | 73’                                                                   |
| 25-3-2021                                                             | Granada                                                               | Spagna                                                                | 1 – 1                                                                 | Grecia                                                                | Qual. Mondiali 2022                                                   | -                                                                     | 72’                                                                   |
| 28-3-2021                                                             | Tbilisi                                                               | Georgia                                                               | 1 – 2                                                                 | Spagna                                                                | Qual. Mondiali 2022                                                   | -                                                                     | 73’                                                                   |
| 14-6-2021                                                             | Siviglia                                                              | Spagna                                                                | 0 – 0                                                                 | Svezia                                                                | Euro 2020 - 1º turno                                                  | -                                                                     | 74’                                                                   |
| 19-6-2021                                                             | Siviglia                                                              | Spagna                                                                | 1 – 1                                                                 | Polonia                                                               | Euro 2020 - 1º turno                                                  | -                                                                     | 87’                                                                   |
| 23-6-2021                                                             | Siviglia                                                              | Slovacchia                                                            | 0 – 5                                                                 | Spagna                                                                | Euro 2020 - 1º turno                                                  | -                                                                     | 77’                                                                   |
| 28-6-2021                                                             | Copenaghen                                                            | Croazia                                                               | 3 – 5 dts                                                             | Spagna                                                                | Euro 2020 - Ottavi di finale                                          | 1                                                                     | 88’                                                                   |
| 2-7-2021                                                              | San Pietroburgo                                                       | Svizzera                                                              | 1 – 1 dts (1 – 3 dtr)                                                 | Spagna                                                                | Euro 2020 - Quarti di finale                                          | -                                                                     | 91’                                                                   |
| 6-7-2021                                                              | Londra                                                                | Italia                                                                | 1 – 1 dts (4 – 2 dtr)                                                 | Spagna                                                                | Euro 2020 - Semifinale                                                | -                                                                     | 70’                                                                   |
| 6-10-2021                                                             | Milano                                                                | Italia                                                                | 1 – 2                                                                 | Spagna                                                                | UEFA Nations League 2020-2021 - Semifinale                            | -                                                                     | 89’                                                                   |
| 10-10-2021                                                            | Milano                                                                | Spagna                                                                | 1 – 2                                                                 | Francia                                                               | UEFA Nations League 2020-2021 - Finale                                | 1                                                                     |                                                                       |
| 25-3-2023                                                             | Malaga                                                                | Spagna                                                                | 3 – 0                                                                 | Norvegia                                                              | Qual. Euro 2024                                                       | -                                                                     | 58’                                                                   |
| 28-3-2023                                                             | Glasgow                                                               | Scozia                                                                | 2 – 0                                                                 | Spagna                                                                | Qual. Euro 2024                                                       | -                                                                     | 46’                                                                   |
| 12-10-2023                                                            | Siviglia                                                              | Spagna                                                                | 2 – 0                                                                 | Scozia                                                                | Qual. Euro 2024                                                       | -                                                                     | 46’                                                                   |
| 15-10-2023                                                            | Oslo                                                                  | Norvegia                                                              | 0 – 1                                                                 | Spagna                                                                | Qual. Euro 2024                                                       | -                                                                     | 46’                                                                   |
| 16-11-2023                                                            | Limassol                                                              | Cipro                                                                 | 1 – 3                                                                 | Spagna                                                                | Qual. Euro 2024                                                       | 1                                                                     | 40’                                                                   |
| 22-3-2024                                                             | Londra                                                                | Spagna                                                                | 0 – 1                                                                 | Colombia                                                              | Amichevole                                                            | -                                                                     | cap. 61’                                                              |
| 26-3-2024                                                             | Madrid                                                                | Spagna                                                                | 3 – 3                                                                 | Brasile                                                               | Amichevole                                                            | -                                                                     | 81’                                                                   |
| 5-6-2024                                                              | Badajoz                                                               | Spagna                                                                | 5 – 0                                                                 | Andorra                                                               | Amichevole                                                            | 3                                                                     | 46’                                                                   |
| 8-6-2024                                                              | Palma di Maiorca                                                      | Spagna                                                                | 5 – 1                                                                 | Irlanda del Nord                                                      | Amichevole                                                            | 1                                                                     | 52’                                                                   |
| 15-6-2024                                                             | Berlino                                                               | Spagna                                                                | 3 – 0                                                                 | Croazia                                                               | Euro 2024 - 1º turno                                                  | -                                                                     | 67’                                                                   |
| 20-6-2024                                                             | Gelsenkirchen                                                         | Spagna                                                                | 1 – 0                                                                 | Italia                                                                | Euro 2024 - 1º turno                                                  | -                                                                     | 78’                                                                   |
| 24-6-2024                                                             | Düsseldorf                                                            | Albania                                                               | 0 – 1                                                                 | Spagna                                                                | Euro 2024 - 1º turno                                                  | -                                                                     | 62’                                                                   |
| 30-6-2024                                                             | Colonia                                                               | Spagna                                                                | 4 – 1                                                                 | Georgia                                                               | Euro 2024 - Ottavi di finale                                          | -                                                                     | 66’                                                                   |
| 5-7-2024                                                              | Stoccarda                                                             | Spagna                                                                | 2 – 1 dts                                                             | Germania                                                              | Euro 2024 - Quarti di finale                                          | -                                                                     | 80’                                                                   |
| 9-7-2024                                                              | Monaco di Baviera                                                     | Spagna                                                                | 2 – 1                                                                 | Francia                                                               | Euro 2024 - Semifinale                                                | -                                                                     | 76’                                                                   |
| 14-7-2024                                                             | Berlino                                                               | Spagna                                                                | 2 – 1                                                                 | Inghilterra                                                           | Euro 2024 - Finale                                                    | 1                                                                     | 68’                                                                   |
| 5-9-2024                                                              | Belgrado                                                              | Serbia                                                                | 0 – 0                                                                 | Spagna                                                                | UEFA Nations League 2024-2025 - 1º turno                              | -                                                                     | 57’                                                                   |
| 12-10-2024                                                            | Murcia                                                                | Spagna                                                                | 1 – 0                                                                 | Danimarca                                                             | UEFA Nations League 2024-2025 - 1º turno                              | -                                                                     | 62’                                                                   |
| 15-10-2024                                                            | Cordova                                                               | Spagna                                                                | 3 – 0                                                                 | Serbia                                                                | UEFA Nations League 2024-2025 - 1º turno                              | -                                                                     | 7’                                                                    |
| 15-11-2024                                                            | Copenaghen                                                            | Danimarca                                                             | 1 – 2                                                                 | Spagna                                                                | UEFA Nations League 2024-2025 - 1º turno                              | 1                                                                     | cap. 74’                                                              |
| 20-3-2025                                                             | Rotterdam                                                             | Paesi Bassi                                                           | 2 – 2                                                                 | Spagna                                                                | UEFA Nations League 2024-2025 - Quarti di finale                      | -                                                                     | 66’                                                                   |
| 23-3-2025                                                             | Valencia                                                              | Spagna                                                                | 3 – 3 dts (5 – 4 dtr)                                                 | Paesi Bassi                                                           | UEFA Nations League 2024-2025 - Quarti di finale                      | 2                                                                     | 69’                                                                   |
| 5-6-2025                                                              | Stoccarda                                                             | Spagna                                                                | 5 – 4                                                                 | Francia                                                               | UEFA Nations League 2024-2025 - Semifinale                            | -                                                                     | 77’                                                                   |
| 8-6-2025                                                              | Monaco di Baviera                                                     | Portogallo                                                            | 2 – 2 dts (5 – 3 dtr)                                                 | Spagna                                                                | UEFA Nations League 2024-2025 - Finale                                | 1                                                                     | 111’                                                                  |
| Totale                                                                |                                                                       | Presenze                                                              | 45                                                                    |                                                                       | Reti                                                                  | 16                                                                    |                                                                       |

| Cronologia completa delle presenze e delle reti in nazionale ― Spagna Olimpica | Cronologia completa delle presenze e delle reti in nazionale ― Spagna Olimpica | Cronologia completa delle presenze e delle reti in nazionale ― Spagna Olimpica | Cronologia completa delle presenze e delle reti in nazionale ― Spagna Olimpica | Cronologia completa delle presenze e delle reti in nazionale ― Spagna Olimpica | Cronologia completa delle presenze e delle reti in nazionale ― Spagna Olimpica | Cronologia completa delle presenze e delle reti in nazionale ― Spagna Olimpica | Cronologia completa delle presenze e delle reti in nazionale ― Spagna Olimpica |
| Data                                                                           | Città                                                                          | In casa                                                                        | Risultato                                                                      | Ospiti                                                                         | Competizione                                                                   | Reti                                                                           | Note                                                                           |
| ------------------------------------------------------------------------------ | ------------------------------------------------------------------------------ | ------------------------------------------------------------------------------ | ------------------------------------------------------------------------------ | ------------------------------------------------------------------------------ | ------------------------------------------------------------------------------ | ------------------------------------------------------------------------------ | ------------------------------------------------------------------------------ |
| 22-7-2021                                                                      | Sapporo                                                                        | Egitto olimpica                                                                | 0 – 0                                                                          | Spagna olimpica                                                                | Olimpiadi 2020 - 1º turno                                                      | -                                                                              | 68’                                                                            |
| 25-7-2021                                                                      | Sapporo                                                                        | Australia olimpica                                                             | 0 – 1                                                                          | Spagna olimpica                                                                | Olimpiadi 2020 - 1º turno                                                      | 1                                                                              |                                                                                |
| 28-7-2021                                                                      | Saitama                                                                        | Spagna olimpica                                                                | 1 – 1                                                                          | Argentina olimpica                                                             | Olimpiadi 2020 - 1º turno                                                      | -                                                                              | 74’                                                                            |
| 31-7-2021                                                                      | Rifu                                                                           | Spagna olimpica                                                                | 5 – 2 dts                                                                      | Costa d'Avorio olimpica                                                        | Olimpiadi 2020 - Quarti di finale                                              | 1                                                                              |                                                                                |
| 3-8-2021                                                                       | Saitama                                                                        | Giappone olimpica                                                              | 0 – 1 dts                                                                      | Spagna olimpica                                                                | Olimpiadi 2020 - Semifinale                                                    | -                                                                              |                                                                                |
| 7-8-2021                                                                       | Yokohama                                                                       | Brasile olimpica                                                               | 2 – 1 dts                                                                      | Spagna olimpica                                                                | Olimpiadi 2020 - Finale                                                        | 1                                                                              | 104’                                                                           |
| Totale                                                                         |                                                                                | Presenze                                                                       | 6                                                                              |                                                                                | Reti                                                                           | 3                                                                              |                                                                                |

| Cronologia completa delle presenze e delle reti in nazionale ― Spagna under 21 | Cronologia completa delle presenze e delle reti in nazionale ― Spagna under 21 | Cronologia completa delle presenze e delle reti in nazionale ― Spagna under 21 | Cronologia completa delle presenze e delle reti in nazionale ― Spagna under 21 | Cronologia completa delle presenze e delle reti in nazionale ― Spagna under 21 | Cronologia completa delle presenze e delle reti in nazionale ― Spagna under 21 | Cronologia completa delle presenze e delle reti in nazionale ― Spagna under 21 | Cronologia completa delle presenze e delle reti in nazionale ― Spagna under 21 |
| Data                                                                           | Città                                                                          | In casa                                                                        | Risultato                                                                      | Ospiti                                                                         | Competizione                                                                   | Reti                                                                           | Note                                                                           |
| ------------------------------------------------------------------------------ | ------------------------------------------------------------------------------ | ------------------------------------------------------------------------------ | ------------------------------------------------------------------------------ | ------------------------------------------------------------------------------ | ------------------------------------------------------------------------------ | ------------------------------------------------------------------------------ | ------------------------------------------------------------------------------ |
| 23-3-2017                                                                      | Murcia                                                                         | Spagna under 21                                                                | 3 – 1                                                                          | Danimarca under 21                                                             | Amichevole                                                                     | -                                                                              | 59’                                                                            |
| 27-3-2017                                                                      | Roma                                                                           | Italia under 21                                                                | 1 – 2                                                                          | Spagna under 21                                                                | Amichevole                                                                     | -                                                                              | 86’                                                                            |
| 17-6-2017                                                                      | Danzica                                                                        | Spagna under 21                                                                | 5 – 0                                                                          | Macedonia under 21                                                             | Europeo Under-21 2017 - 1º turno                                               | -                                                                              | 81’                                                                            |
| 23-6-2017                                                                      | Bydgoszcz                                                                      | Serbia under 21                                                                | 0 – 1                                                                          | Spagna under 21                                                                | Europeo Under-21 2017 - 1º turno                                               | -                                                                              |                                                                                |
| 27-6-2017                                                                      | Cracovia                                                                       | Italia under 21                                                                | 1 – 3                                                                          | Spagna under 21                                                                | Europeo Under-21 2017 - Semifinale                                             | -                                                                              | 88’                                                                            |
| 1-9-2017                                                                       | Toledo                                                                         | Spagna under 21                                                                | 3 – 0                                                                          | Italia under 21                                                                | Amichevole                                                                     | -                                                                              | 79’                                                                            |
| 5-9-2017                                                                       | Tallinn                                                                        | Estonia under 21                                                               | 0 – 1                                                                          | Spagna under 21                                                                | Qual. Europeo Under-21 2019                                                    | -                                                                              | 37’                                                                            |
| 10-10-2017                                                                     | Poprad                                                                         | Slovacchia under 21                                                            | 1 – 4                                                                          | Spagna under 21                                                                | Qual. Europeo Under-21 2019                                                    | 1                                                                              | 76’                                                                            |
| 9-11-2017                                                                      | Murcia                                                                         | Spagna under 21                                                                | 1 – 0                                                                          | Islanda under 21                                                               | Qual. Europeo Under-21 2019                                                    | -                                                                              | 90+1’                                                                          |
| 14-11-2017                                                                     | Cartagena                                                                      | Spagna under 21                                                                | 5 – 1                                                                          | Slovacchia under 21                                                            | Qual. Europeo Under-21 2019                                                    | -                                                                              | 46’                                                                            |
| 22-3-2018                                                                      | Portadown                                                                      | Irlanda del Nord under 21                                                      | 3 – 5                                                                          | Spagna under 21                                                                | Qual. Europeo Under-21 2019                                                    | 2                                                                              | 89’                                                                            |
| 27-3-2018                                                                      | Ponferrada                                                                     | Spagna under 21                                                                | 3 – 1                                                                          | Estonia under 21                                                               | Qual. Europeo Under-21 2019                                                    | -                                                                              | 57’                                                                            |
| 6-9-2018                                                                       | Cordova                                                                        | Spagna under 21                                                                | 3 – 0                                                                          | Albania under 21                                                               | Qual. Europeo Under-21 2019                                                    | 1                                                                              | 66’                                                                            |
| 11-9-2018                                                                      | Cordova                                                                        | Spagna under 21                                                                | 1 – 2                                                                          | Irlanda del Nord under 21                                                      | Qual. Europeo Under-21 2019                                                    | -                                                                              |                                                                                |
| 11-10-2018                                                                     | Tirana                                                                         | Albania under 21                                                               | 0 – 1                                                                          | Spagna under 21                                                                | Qual. Europeo Under-21 2019                                                    | -                                                                              |                                                                                |
| 16-10-2018                                                                     | Reykjavík                                                                      | Islanda under 21                                                               | 2 – 7                                                                          | Spagna under 21                                                                | Qual. Europeo Under-21 2019                                                    | 1                                                                              | 73’                                                                            |
| 14-11-2018                                                                     | Logroño                                                                        | Spagna under 21                                                                | 4 – 1                                                                          | Danimarca under 21                                                             | Amichevole                                                                     | -                                                                              | 60’                                                                            |
| 19-11-2018                                                                     | Caen                                                                           | Francia under 21                                                               | 1 – 1                                                                          | Spagna under 21                                                                | Amichevole                                                                     | 1                                                                              | 76’                                                                            |
| 21-3-2019                                                                      | Granada                                                                        | Spagna under 21                                                                | 1 – 0                                                                          | Romania under 21                                                               | Amichevole                                                                     | -                                                                              | 78’                                                                            |
| 25-3-2019                                                                      | Algeciras                                                                      | Spagna under 21                                                                | 3 – 0                                                                          | Austria under 21                                                               | Amichevole                                                                     | -                                                                              | 75’                                                                            |
| 16-6-2019                                                                      | Bologna                                                                        | Italia under 21                                                                | 3 – 1                                                                          | Spagna under 21                                                                | Europeo Under-21 2019 - 1º turno                                               | -                                                                              | 85’                                                                            |
| 19-6-2019                                                                      | Reggio Emilia                                                                  | Spagna under 21                                                                | 2 – 1                                                                          | Belgio under 21                                                                | Europeo Under-21 2019 - 1º turno                                               | -                                                                              | 69’                                                                            |
| 22-6-2019                                                                      | Bologna                                                                        | Spagna under 21                                                                | 5 – 0                                                                          | Polonia under 21                                                               | Europeo Under-21 2019 - 1º turno                                               | 1                                                                              | 60’                                                                            |
| 27-6-2019                                                                      | Reggio Emilia                                                                  | Spagna under 21                                                                | 4 – 1                                                                          | Francia under 21                                                               | Europeo Under-21 2019 - Semifinale                                             | 1                                                                              | 63’                                                                            |
| 30-6-2019                                                                      | Udine                                                                          | Spagna under 21                                                                | 2 – 1                                                                          | Germania under 21                                                              | Europeo Under-21 2019 - Finale                                                 | -                                                                              | 55’                                                                            |
| Totale                                                                         |                                                                                | Presenze (8º posto)                                                            | 25                                                                             |                                                                                | Reti (9º posto)                                                                | 8                                                                              |                                                                                |

## Palmarès

### Club
- Coppa di Spagna: 1

Real Sociedad: 2019-2020

### Nazionale
- Campionato d'Europa Under-21: 1

2019
- Argento olimpico: 1

Tokyo 2020
- Campionato d'Europa: 1

Germania 2024